# Entlebuchi havasi kutya
A entlebuchi havasi kutya (Entlebucher Sennenhund) egy svájci kutyafajta.

## Történet
A svájciEntlebuch városából származik, ahol szarvasmarhák őrzésére és hajtására használták. Első írásos említése 1889-ben történt, ekkor még gyakorlatilag nem tettek különbséget az Appenzelli havasi kutya és ezen fajta között, ennek is köszönhető, hogy a fajta az 1910-es évek elejére majdnem kihalt, alig maradt fenn néhány példány. Lassan fejlődött, az első fajtaleírás is csak 1927-ben jelent meg, azóta népszerűsége folyamatosan növekszik. Manapság leginkább családi kedvencként tartják, de munka- és őrkutyaként is jól használható. A svájci pásztorkutyák között is ritkának számít, hazánkban sem túlságosan közismert.

## Külleme
Középnagy, kompakt megjelenésű kutya. A négy svájci pásztorkutya közül a legkisebb. Feje a testtel arányos, kissé ék alakú, a koponya szélesnek mondható. Stopja alig kifejezett. Orra fekete, fangja erőteljes. Harapása ollós, a tétreharapás elfogadható. Szemei kicsik, kerekek, színük a sötétbarnától a mogyoróbarnáig terjedhet. Fülei sem túlságosan nagyok, viszont magasan és szélesen tűzöttek, háromszögletűek. 
Nyaka és törzse erős, a mellkas pedig széles és mély, a faroknak két típusa elfogadott, természetesen lelógó, vagy csonka, utóbbi a fajta igazi jellegzetessége, ennek alapján könnyedén beazonosítható.
Mellső végtagjai viszonylag rövidek, de erőteljesek, izmosak. A hátsó végtagokról ugyanez elmondható, azonban hosszabbak, mint a mellsők. Csontozata erőteljes. A mancsok kerekek és zártak, a talppárnák pedig durvák. A farkaskarmokat el kell távolítani. 
Szőrzete félhosszú, a fedőszőrzet rövid és tömör, aljszőrzete pedig sűrű, különösebb gondozást nem igényel. Színezete trikolor, csakúgy mint a másik három svájci pásztorkutya fajta esetében. Fekete alapon, az arcorri részen fehér jeggyel, mely a koponyán felfelé csíkban folytatódik, a lábakon szintén látható fehér jegyekkel, valamint cser jegyekkel a szemöldök felett, a pofán, a lábakon és a mellkasi részen, melyeknek a lehető legszimmetrikusabbnak kell lenniük.

## Méretei
- Marmagasság: kanok esetében 44–50 cm (52 cm-ig elfogadható), szukáknál 42–48 cm (szintén 2 cm-es differencia tolerálható)
- Testtömeg: 23–30 kg
- Alomszám: 5-8 kölyök
- Várható élettartam: 12-15 év

## Jelleme
Természete engedelmes és barátságos. Családtagjaihoz ragaszkodik. Gyerekekkel jól kijön, az idegenekkel szemben viszont bizalmatlan. Más kutyákkal és egyéb háziállatokkal, pl. macskákkal is jól megfér. Munkakutyaként kifejezetten nagy a mozgásigénye, könnyen tanul, ezért kutyás sportokban kiválóan teljesít.

## Képgaléria

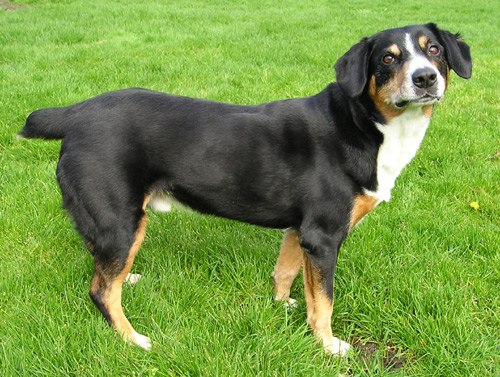
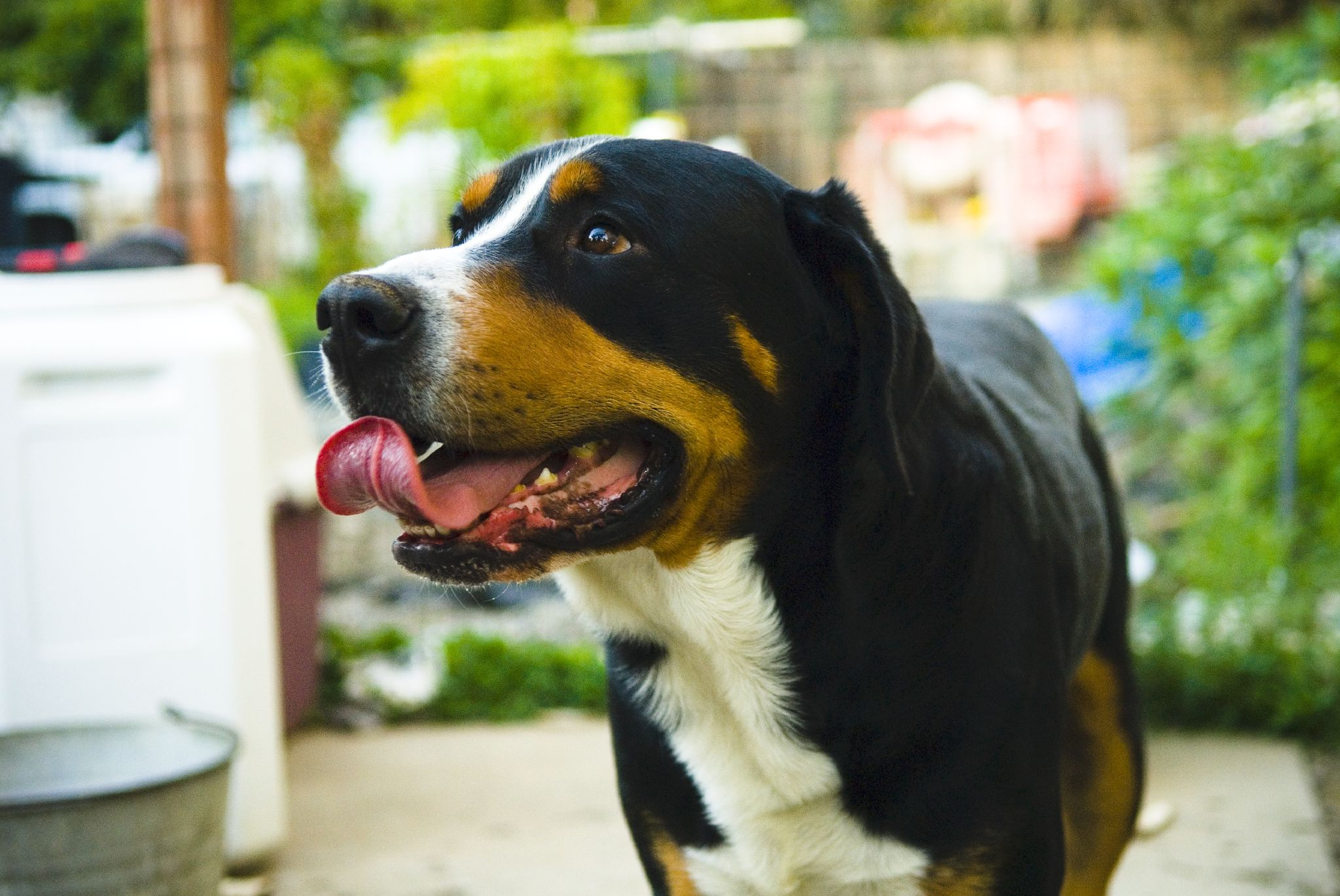
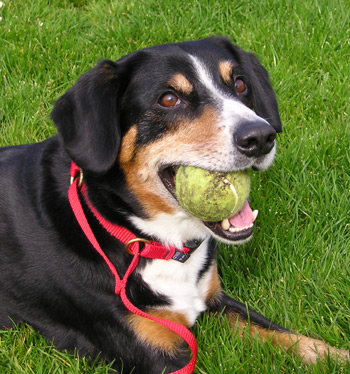
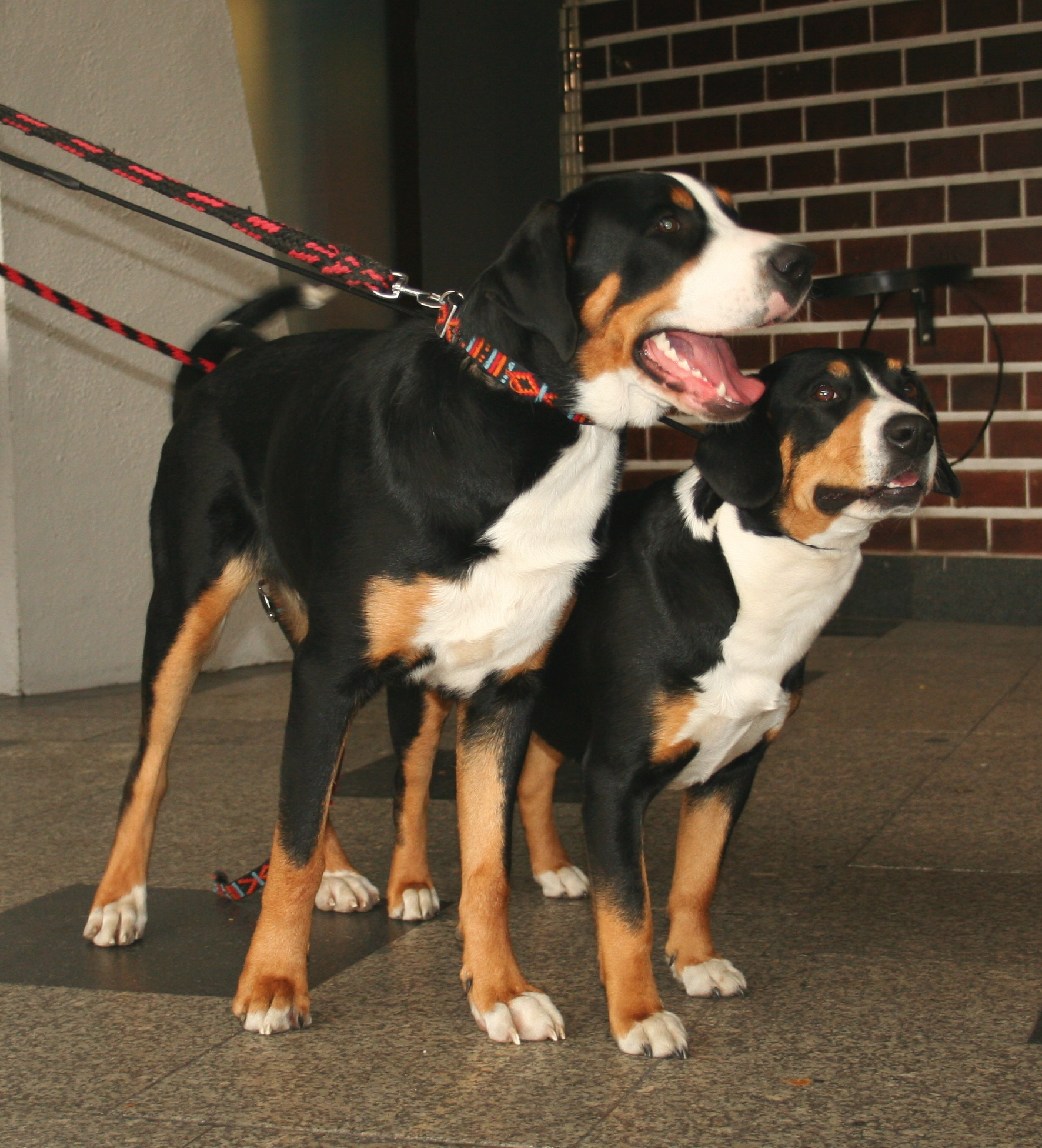
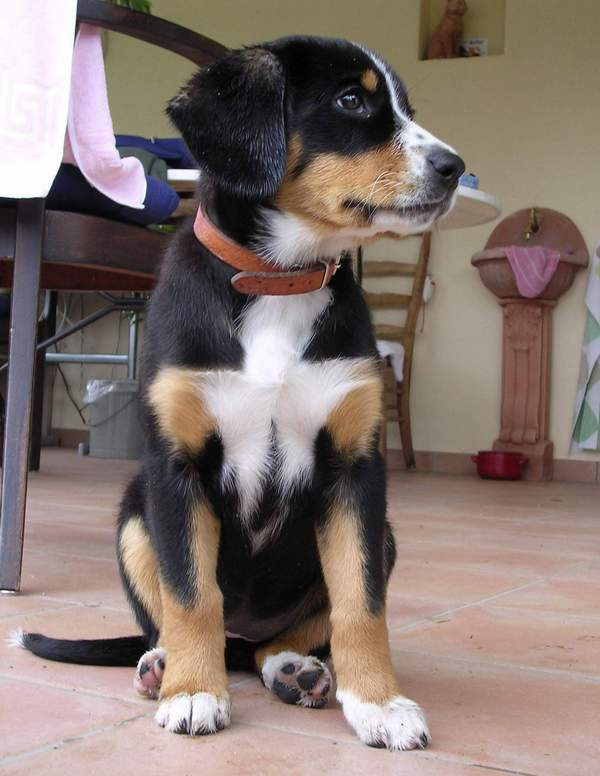